# Макгиннесс, Мартин
Мартин Макгиннесс (англ. Martin McGuinness (James Martin Pacelli McGuinness), ирл. Máirtín Mag Aonghusa; 23 мая 1950, Дерри, Северная Ирландия, Великобритания — 21 марта 2017, там же) — североирландский государственный деятель от партии Шинн Фейн, заместитель Первого министра Северной Ирландии с 2007 года и лидер Временной Ирландской республиканской армии (ИРА) во время Смуты. Был кандидатом от Шинн Фейн на пост президента Республики Ирландия на выборах 2011 года, занял третье место.

## Биография
Мать Макгиннесса была родом из Донегола на северо-западе Ирландии. Она познакомилась с отцом Макгинесса в Дерри, куда переехала, чтобы работать на фабрике по пошиву рубашек.
Макгиннесс признавал, что он был членом ИРА, но заявлял, что покинул ИРА в 1974 году. Изначально он присоединился к официальной ИРА, не зная о расколе на военном совете в декабре 1969 года, а вскоре после этого перешел во Временную ИРА. К началу 1972 года, в возрасте 21 года, он уже стал заместителем командира ИРА в Дерри и занимал эту должность во время Кровавого воскресенья 30 января 1972 года, когда в городе во время марша за гражданские права британские солдаты 1-го батальона Парашютного полка Великобритании застрелили тринадцать мирных жителей, а четырнадцатая жертва скончалась четыре месяца спустя.
В 1970 году вступил в Шинн Фейн. В 1973 году был арестован в Ирландии с машиной с более чем 100 кг взрывчатки и 5000 патронов; отсидел 6 месяцев в ирландской тюрьме.
В 2005 году Майкл Макдауэлл, заместитель премьер-министра Ирландии, заявил, что Макгиннесс, наряду с Джерри Адамсом и Мартином Феррисом, были членами военного совета ИРА из семи человек. Макгиннесс это отрицал, заявив, что он больше не является членом ИРА. Британский журналист Питер Тейлор представил дополнительные очевидные доказательства роли Макгиннесса в ИРА в своем документальном фильме Age of Terror, показанном в апреле 2008 года. В нем Тейлор утверждает, что Макгиннесс был главой Северного командования ИРА и заранее знал о взрыве ИРА в День памяти в 1987 году, в результате которого погибло 12 человек.
На выборах 1997 года был избран в Палату общин от округа Центральный Ольстер, но, как и все депутаты от Шинн Фейн, отказался принести присягу королеве Великобритании и, таким образом, не участвовал в работе парламента (жалоба Макгиннесса на требование принести присягу не была принята к рассмотрению Европейским судом по правам человека). Несмотря на это, Макгиннесс постоянно переизбирается. Макгиннесс принимал участие в процессе переговоров о заключении Белфастского соглашения (Соглашение страстно́й пятницы).

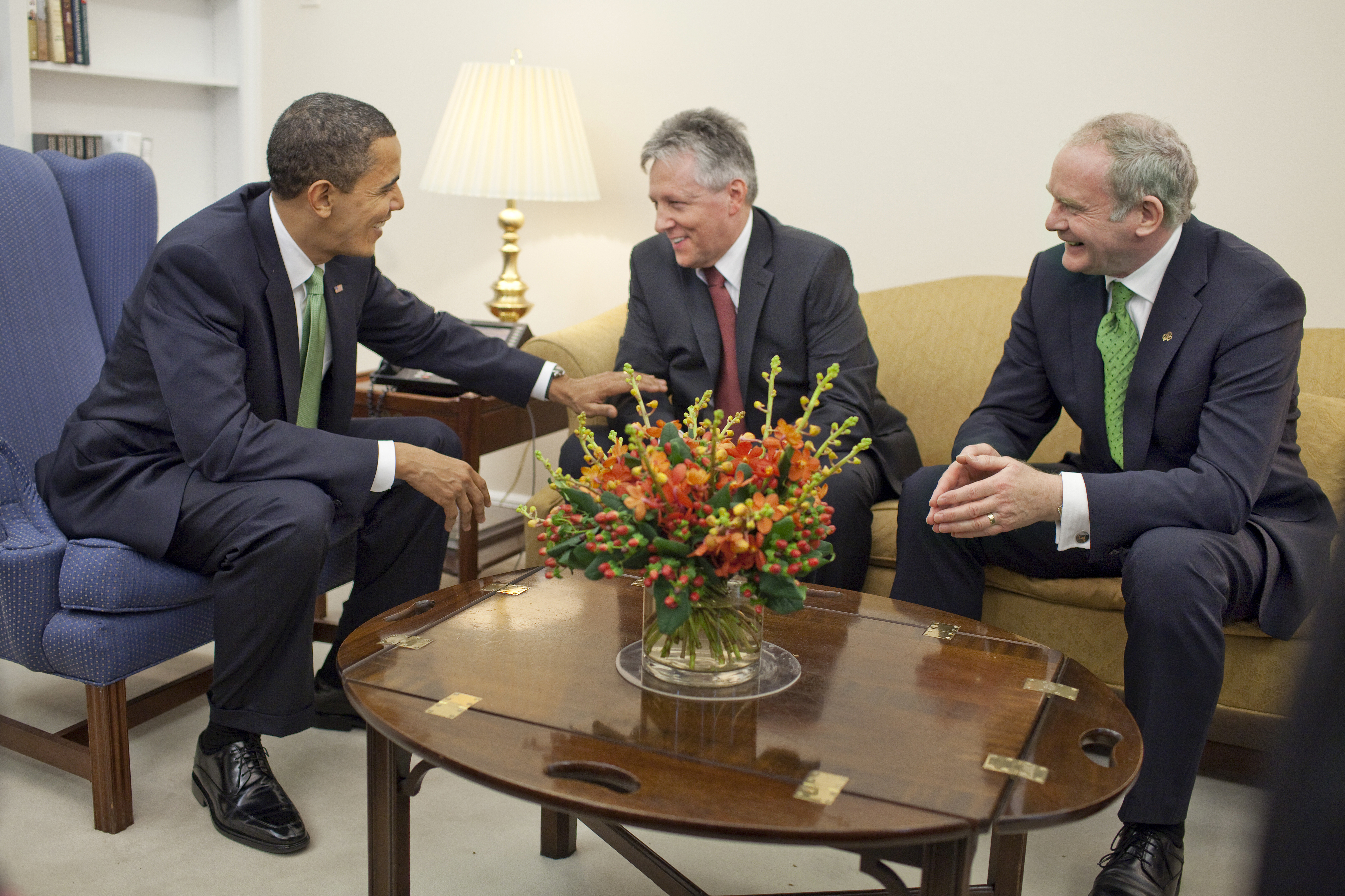
Барак Обама, Питер Робинсон и Мартин Макгиннесс

В 1998 году был избран в Ассамблею Северной Ирландии. В 1998—2007 годах занимал пост министра образования в недавно созданном кабинете министров Северной Ирландии. 8 мая 2007 года был назначен заместителем Первого министра Северной Ирландии, этот пост тот момент был идейный лидер юнионистского движения Иан Пейсли. Через год, когда Пейсли ушёл из большой политики, его место занял другой юнионист, Питер Робинсон.

### Проблемы со здоровьем и смерть
В декабре 2016 года Макгиннессу рекомендовали отказаться от запланированного визита в Китай по медицинским показаниям. Первоначально это объяснялось «непредвиденными личными обстоятельствами». Позднее, после дополнительных обследований, ему сообщили о наличии «очень серьезного заболевания». Макгиннесс и партия Шинн Фейн отказались раскрывать детали его состояния для СМИ. В январе 2017 года газета The Irish Times сообщила, что Макгиннесс страдает амилоидозом, редким неизлечимым заболеванием, поражающим органы. Макгиннесс выразил недовольство тем, что The Irish Times нарушила его право на частную жизнь и допустила ошибку, назвав заболевание генетическим, что, по его словам, причинило страдания его семье.
6 марта 2017 года Макгиннесс был госпитализирован в больницу Altnagelvin Area Hospital в Дерри из-за плохого состояния здоровья. Он умер 21 марта в возрасте 66 лет.

## Личная жизнь
Макгиннесс женился на Бернадетт Каннинг в 1974 году, у них родилось четверо детей: две девочки и два мальчика.
Одно из средних имён Макгиннесса, Пачелли, дано в честь Папы Пия XII (Эудженио Пачелли).